# 라샤펠오생인

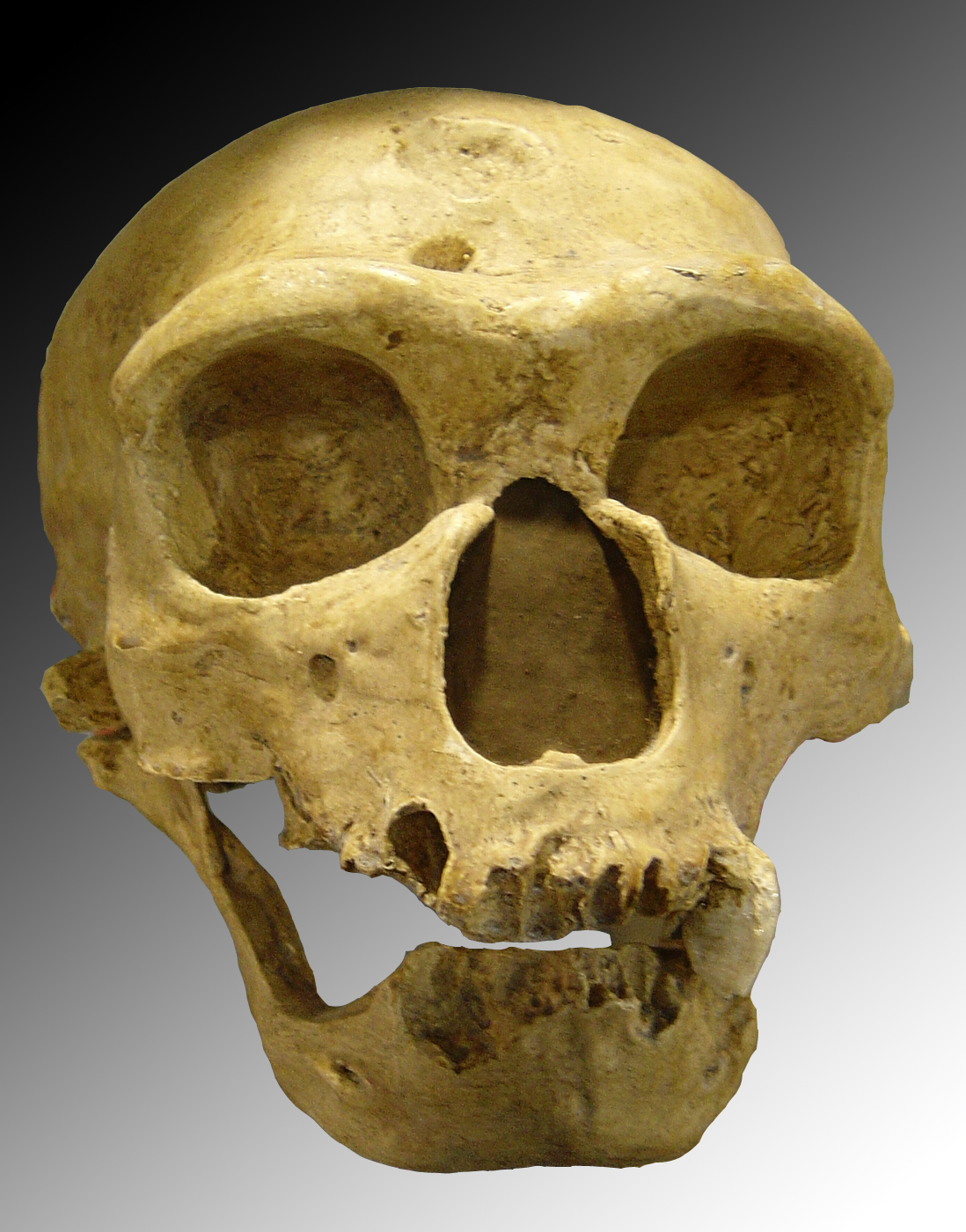

라샤펠오생인(La Chapelle-aux-Saints 1)은 1900년대 초 프랑스의 라샤펠오생에서 발견된 네안데르탈인 화석이었다. 발견된 화석은 30~50대의 남성이었으나 얼굴에 이빨이 모두 빠져 있었다. 네안데르탈인의 화석 중 프랑스에서 발견된 첫 화석이자 골격의 상태가 양호하여 이 유골을 근거로 네안데르탈인의 복원 모형을 만들게 되었다.